# Taylorcraft LBT
Le Taylorcraft LBT était un planeur militaire américain, conçu et produit par Taylorcraft Aircraft (en) au cours de la Seconde Guerre mondiale en réponse à un besoin de l'US Navy pour une bombe planante. Constituant l'un des trois prototypes de « Glomb » commandés par la Marine américaine, le LBT souffrait de complications techniques et de problèmes de performance. Il fut alors abandonné très tôt dans sa période de production, aucun des quelques exemplaires produits n'étant employé en service opérationnel.

## Conception et développement
Au cours du mois de décembre 1940, l'US Navy démarra l'étude d'une proposition de « bombe-planeur » (en anglais : glider bomb), qui devait être un aéronef non propulsé et peu coûteux, télécommandé depuis un autre avion — celui-ci étant conventionnel — et étant capable de délivrer des bombes sur une cible ennemie sans mettre l'équipage en danger face aux défenses antiaériennes de la cible. La bombe planante, ou « Glomb », devait être remorquée par un avion embarqué classique jusqu'à la zone de sa cible. Le guidage suivant le largage du planeur devait être effectué par le biais d'une caméra de télévision installée dans le nez du planeur, qui transmettait son signal à un avion piloté, à bord duquel un opérateur utilisait un signal radio pour contrôler la descente du Glomb vers sa cible. À la suite de l'évaluation initiale de la Navy, il fut jugé que le concept du Glomb était intéressant et qu'il méritait que son développement soit continué, et le projet reçut un statut officiel par le Bureau of Aeronautics, en avril 1941.
Les tests initiaux du concept du Glomb furent réalisés à l'aide de planeurs existants convertis pour être contrôlés à distance, sans pilote à bord. Ces tests semblèrent indiquer que le concept était prometteur, et une requête pour la création de concepts par l'Industrie fut publiée. Trois compagnies reçurent des contrats pour développer un Glomb opérationnel, celles-ci étant Pratt-Read, Piper Aircraft et Taylorcraft. Le concept de Taylorcraft, désigné LBT-1 par la Marine, était dérivé du planeur d'entraînement LNT-1 de la compagnie. Deux XLNT-1, convertis à la télécommande, avaient été testés lors des tests initiaux du Glomb. Le LBT-1 était équipé d'une aile haute à renforts et d'un train d'atterrissage tricycle. Il était conçu pour embarquer une bombe de 907 kg comme charge militaire. En plus de son système de guidage télévision-radio, le LBT-1 conservait un cockpit, permettant à un pilote de monter à bord pour effectuer des vols d'entraînement et d'évaluation,.

## Carrière opérationnelle
L'évaluation du LBT-1 par l''US Navy débuta en avril 1941. Le contrat de la Navy faisait appel à la production de 100 exemplaires de chacun des trois modèles de Glomb proposés. Toutefois, en octobre 1944, les essais commencèrent à indiquer que la faible performance attendue pour cette bombe planante était un handicap, et les Piper LBP-1 et Pratt-Read LBE-1 lui furent jugés supérieurs. Le contrat du LBT fut alors annulé et seuls 25 exemplaires furent produits, aucun de ces engins n'étant employé en service opérationnel,.

## Spécifications techniques
Données de Wings for the Navy, Guidance and Homing of Missiles and Pilotless Aircraft.
Caractéristiques générales
- Équipage : sans (appareil téléguidé), 1 pilote en option pour les entraînements
- Longueur : 7,67 m
- Envergure : 11 m
- Surface alaire : 16,8 m2
- Masse typique : 1 783 kg

 Performances 
- Vitesse maximale : 505 km/h
- Vitesse de croisière : 386 km/h

Armement

- 1 bombe de 907 kg

### Magazines
- (en) « Pilotless Aircraft », Naval Aviation News,‎ janvier 1946 (lire en ligne [PDF]).